# 帕里斯鎮區 (愛荷華州霍華德縣)
帕里斯鎮區（英語：Paris Township）是位於美國愛荷華州霍華德縣的一個行政鎮區。

## 地方資料
根據2010年美國人口普查的數據，帕里斯鎮區的面積為129.86平方千米，當中陸地面積為129.84平方千米，而水域面積為0.02平方千米。當地共有人口307人，而人口密度為每平方千米2.36人。